# Tropico 4
Tropico 4 — відеогра жанру економічної стратегії, яка є продовженням Tropico 3. Гра була розроблена болгарською студією Haemimont Games та випущена німецькою фірмою Kalypso Media.

## Опис гри
Tropico 4 дозволяє гравцеві випробувати себе в ролі лідера маленької бананової республіки, стереотипічного ексцентричного диктатора вигаданої країни Тропіко, якого в грі звуть El Presidente. Ціллю в грі є забезпечення мешканців острову добробутом, створення розвиненої економіки та збереження своєї влади після виборів лідера, проте також можна грати, як тиран: кидати невдоволених в тюрми, вбивати політичних опонентів та фальсифіковувати результати виборів.
Гра ґрунтується на попередній частині. Головні зміни включають: введення зовнішньої торгівлі, нові будівлі (торговий центр, аквапарк та ін.), стихійні лиха (торнадо, повені, виверження вулкана та ін.), нова кампанія.

## Ігровий процес
На початку в розпорядженні у гравця є лише кілька ферм, президентський палац, житлові будинки низької якості, транспортне та будівельне бюро, а також порт, через який експортуються та імпортуються товари та прибувають іммігранти. Тропіканці мають релігійні, розважальні, медичні та інші потреби, які республіка спочатку не може забезпечити.
Гравець може зводити нові будівлі, такі як церкви, кінотеатри та лікарні. Кожна з них має певну якість обслуговування чим більша якість — тим більше задоволення отримують мешканці. Наприклад, розкішні маєтки характеризуються кращою якістю, ніж гуртожитки, зоопарк приносить більше задоволення, ніж ресторан. Гравець може керувати існуючими об'єктами, встановлювати заробітну плату, плату за оренду. Крім того, можна видавати накази, такі, як організації візиту Папи, союзництво з США або СРСР.
Розвиток острова неможливий без сильної економіки. Вона залежить від сільського господарства, гірничодобувної промисловості і рибальства, а також сучасніших галузях — виробничої промисловості і туризм. До сільського господарства належать вирощування кукурудзи, бананів, папая, ананасів, кави, тютюну та цукру. До гірничодобувної промисловості — видобування золота, заліза, бокситів, солі. Промисловість являє собою виготовлення сигарет, рому, меблів, ювелірних та консервних виробів. Дохід від туризму та кількості самих туристів залежить від привабливості острова, як з точки зору краси і якості наявних готелів, визначних пам'яток та атракціонів.
Для нормального функціонування республіки також необхідні державні інфраструктури: пожежна, поліцейська та військова частина, міністерство, міграційне бюро. У грі є можливість будівництва доріг і гаражів, для забезпечення ефективного руху людей і товарів по всьому острову.